# Bobo Craxi
Vittorio Michele „Bobo” Craxi (ur. 6 sierpnia 1964 w Mediolanie) – włoski polityk, były parlamentarzysta i były wiceminister spraw zagranicznych.

## Życiorys
Jest bratem Stefanii Craxi, a także synem Bettina Craxiego, premiera i lidera Włoskiej Partii Socjalistycznej. Sam Bobo Craxi również zaangażował się w działalność PSI, która została rozwiązana po wybuchu tzw. afery Tangentopoli.
Uzyskał wykształcenie średnie, podjął pracę jako konsultant. W drugiej połowie lat 90. należał do małych partii socjalistycznych, w 2001 znalazł się wśród twórców Nowej Włoskiej Partii Socjalistycznej, stając na czele tego ugrupowania, które przystąpiło do centroprawicowego Domu Wolności. W wyborach parlamentarnych w tym samym roku został posłem do Izby Deputowanych XIV kadencji.
W 2006 jego nominacja na sekretarza NPSI została sądownie unieważniona. Po tym rozstrzygnięciu i po sporze z Giannim De Michelisem o wybór bloku wyborczego odszedł z partii, tworząc własne ugrupowanie pod nazwą Włoscy Socjaliści.
Przystąpił do centrolewicowego bloku L'Unione, w wyborach bez powodzenia kandydował z listy Drzewa Oliwnego. W drugim rządzie Romano Prodiego pełnił funkcję podsekretarza stanu w Ministerstwie Spraw Zagranicznych.
W 2008 znalazł się w gronie założycieli Partii Socjalistycznej, ponownie też bez powodzenia kandydował do parlamentu w tym samym roku oraz w 2013.